# Sonacos
Sonacos, anciennement Suneor est la première société agroalimentaire du Sénégal, principal partenaire des agriculteurs de la filière arachide du Sénégal et première société d’huiles de table du Sénégal.

## Histoire
Les huileries de Kaolack et de Diourbel, dont la Suneor est un exemple notable, ont été au cœur de l'industrie sénégalaise de l'arachide. En septembre 1975, l'entreprise Lesieur Afrique Dakar fut nationalisée, marquant ainsi la naissance de la Sonacos (Société nationale de commercialisation des oléagineux du Sénégal). Cette transformation visait à consolider le contrôle national sur la filière arachide, un secteur économique crucial pour le Sénégal. Cependant, la filière arachide connut des difficultés au cours des années suivantes, conduisant à la privatisation de la Sonacos en mars 2005. Un consortium dirigé par le groupe Advens prit alors le contrôle de l'entreprise, marquant un tournant dans l'histoire de la Sonacos et de l'industrie sénégalaise de l'arachide. 
Le classement 2007 des 500 meilleures entreprises africaines situait la Sonacos à la 433e place (375e l'année précédente). C'était la douzième entreprise sénégalaise dans ce palmarès annuel.
Le 1er janvier 2007 la société repart sur de nouvelles bases. Elle change de nom et devient Suneor – une combinaison de sunu (« notre » en wolof) et or.
En octobre 2015, l'Etat rachète les parts d'Advens.
Lors de l'Assemblée générale des actionnaires de la société du 26 juillet 2016, l'entreprise nationalisée reprend le nom de Sonacos.

## Accident du 24 mars 1992
Le 24 mars 1992, vers 13h, une citerne d'ammoniac explose faisant 43 morts sur le coup (dont une vingtaine d'ouvriers de la Sonacos) . Le nuage d'ammoniac se répand dans la ville et provoque 86 décès supplémentaires,,. Plusieurs centaines de victimes avec des séquelles respiratoires sont à déplorer. La cause de cette catastrophe industrielle est la surcharge de la citerne, fissurée, contenant 22 tonnes d'ammoniac au lieu des 17 tonnes maximales, et dont la vidange avait été reportée plusieurs fois.

## Filière Arachide du Sénégal
Aujourd'hui Suneor est le premier exploitant d’arachides au Sénégal et le leader mondial d’exportation d’huile brute et de tourteaux d’arachide, avec près de 200 000 tonnes triturées en 2007. La filière arachide est le principal revenu agricole du Sénégal, qui occupe plus de 4 millions de paysans.

## L’huile d’arachide du Sénégal
La variété d’arachide cultivée en Afrique de l'Ouest et notamment au Sénégal est riche en acide oléique. Son taux moyen est de 62 % (55-70 %), ce qui positionne l’huile d’arachide du Sénégal comme une des huiles les plus riches en acide oléique après l’huile d’olive.
La principale qualité de cette répartition des acides gras est une bonne tenue en cuisson à des températures élevées. Outre ses qualités de résistance aux températures et de stabilité, l’huile d’arachide offre des qualités organoleptiques particulières. Sa viscosité donne du corps aux préparations culinaires alors que sa saveur peu prononcée renforce le goût des aliments avec lesquels elle est cuisinée.

## Fabrication et commercialisation de produits agro-alimentaires au Sénégal
Les principales marques de Suneor  sont « Niani » et « Niinal » pour l’huile et « Vinaigre du Roy » pour le vinaigre. Au Sénégal, les huiles Suneor sont présentes dans au moins 85 % des foyers avec un taux de notoriété spontanée de 78 %.